# Coelotes oshimaensis
Coelotes oshimaensis là một loài nhện trong họ Amaurobiidae.
Loài này thuộc chi Coelotes. Coelotes oshimaensis được miêu tả năm 2000 bởi Shimojana.